# …und wer küßt mich? (1933)
…und wer küßt mich? ist ein deutsches Filmlustspiel aus dem Jahre 1933 von E. W. Emo mit Georg Alexander, der weitgehend unbekannten Nachwuchsmimin Marion Taal und Felix Bressart, der hier seine letzte deutsche Filmrolle spielte, in den Hauptrollen.

## Handlung
Die junge Revuetänzerin Amelie Hartung ist de facto pleite. Als eines Tages eine Hutmacherin bei ihr erscheint und auf die Bezahlung einer noch offenen Rechnung besteht, sieht Amelie ihr einziges Heil in der Flucht. Sie entdeckt ein Fahrzeug, das ihr als Taxi erscheint und versteckt sich dort. Wie kann sie ahnen, dass diese schicke Limousine dem Bankier Morgan gehört und von dessen Chauffeur Kremke unerlaubterweise für eine private Spritztour entliehen wurde? Der gutwillige Wagenlenker zeigt sich gern bereit, die reizende junge Dame überall hinzukutschieren, wohin sie will, selbst zu ihrer Theaterprobe. Während der Fahrt kommt es zu einem Unfall, bei dem sich zwar niemand schwer verletzt. Amelie stößt sich jedoch und trägt infolgedessen einen blauen Fleck davon. Die Polizei nimmt den Unfall auf, und infolge mehrerer Missverständnisse und Verwechselungen hält man nun Amelie für die Freundin von Bankier Morgan.
Theaterdirektor Ritter steht vor demselben Problem wie Amelie: er und seine Bühne sind notorisch in Geldnöten. Als die junge Tänzerin, die er Tags zuvor gefeuert hatte, erscheint, kommt beider Geplauder prompt auf den blauen Fleck. Von hier ist es nur ein kurzer Gesprächsfaden bis Ritter annehmen muss, dass es sich bei dieser jungen Nachwuchstänzerin um die kleine Freundin des Bankier handeln müsse. Bankier bedeutet Geld, und dies genau benötigt Ritter. Und so verspricht er Amelie nur allzu gern die nächste Hauptrolle, in der Hoffnung, dass er sich angesichts dieser Gefälligkeit demnächst auf eine kleine Finanzspritze freuen dürfe. Amelie wiederum begreift dieses „Wunder“ nicht, ist sie doch bislang lediglich eine weitgehend namenlose kleine Tänzerin gewesen. Erst als ihre Freundin Inge, Fahrer Kremkes Freundin, sie über die Zusammenhänge aufklärt, wird Amelie alles klar. Um ihre Chancen für den großen Durchbruch nicht zu gefährden, lässt sie sich darauf ein, die kommende Woche so zu tun, als sei jener ihr bislang unbekannte Morgan tatsächlich ihr Gönner und Liebhaber.
Das sich rasch ausbreitende Gerücht, er hätte eine Geliebte aus dem Theatermilieu, lässt eben jenen Bankier aufhorchen. Um sich seine „Freundin“ mal näher anzusehen, besucht Morgan das Lustspieltheater, an das Amelie engagiert wurde. Hier trifft er zunächst auf Direktor Ritter, der durchscheinen lässt, dass er sich über eine Geldspritze sehr freuen würde. Der Bankier überreicht ihm daraufhin einen Scheck. Gleich darauf begegnet Morgan endlich Amelie. Die aber hält ihren „Freund“ zunächst für einen Reporter, der sie ausfragen will. Um nicht gleich zu Beginn mit der Tür ins Haus zu fallen, spielt Morgan das Spiel mit und muss recht schnell feststellen, dass er sich in das junge und etwas verrückte Mädchen verliebt hat. Wenig später wird das Chaos perfekt, denn die treubrave und ehrliche Amelie gibt gegenüber ihrem Theaterdirektor treuherzig zu, in Wahrheit Bankier Morgan überhaupt nicht zu kennen.
Dadurch gehen die allgemeinen Konfusionen in die nächste Runde: Ritter muss nun annehmen, dass er soeben einem Schwindler aufgesessen sei und jener Herr, der ihm den Scheck in die Hand drückte, überhaupt nicht Bankier Morgan ist. Wütend und enttäuscht zugleich wirft er den Scheck kurzerhand in den Papierkorb und ruft die Polizei, um den bereits in der Loge sitzenden „Hochstapler“, der wohl doch nur ein neugieriger Reporter sei, verhaften zu lassen. Nach den Gesetzen eines Lustspiels jener Zeit führen nun die Missverständnisse und Verwechslungen zu genregerechten Turbulenzen, ehe die Identität des Bankiers bestätigt wird. Schließlich wird die neue Revue ein voller Erfolg, und Ritter hat mit der Verpflichtung Amelies endlich mal wieder ein ausverkauftes Haus und volle Kassen. Amelie und ihr Bankier finden schließlich zusammen.

## Produktionsnotizen
…und wer küßt mich? entstand ab Dezember 1932 bis Februar 1933 und wurde am 7. März 1933 in Berlins Atrium und Primus-Palast uraufgeführt. In Österreich lief der Film ab dem 16. April desselben Jahres in Wien unter dem Titel Das Mädel mit dem blauen Fleck. Parallel zu dem vom Italiener Alberto Giacalone produzierten Film drehte Regisseur Emo mit italienischen Darstellern auch eine italienische Sprachfassung, die im Dezember 1933 unter dem Titel La ragazza dal livido azzurro anlief.
Robert Leistenschneider übernahm die Produktionsleitung. Max Heilbronner entwarf die Filmbauten. Martin Müller war für den Ton zuständig. Bruno Arno, der hier die kleine Rolle eines Tanzmeisters übernahm, choreografierte auch die Tänze. Komponist Franz Grothe übernahm auch die musikalische Leitung.
Für die Hauptdarstellerin Marion Taal war dies nur einer von drei Filmen ihrer gesamten Karriere. Alle drei entstanden in der politischen Umbruchszeit 1932/33.

## Weitere Verfilmungen
Dieser beliebte Filmstoff wurde später international mehrfach verfilmt:
- Paradise for Two (Großbritannien 1937)
- Kyss henne! (Schweden 1940)
- Glücklich und verliebt (Happy Go Lovely, Großbritannien 1950)

Der österreichische Film …und wer küßt mich? hingegen erzählt eine komplett andere Geschichte.

## Kritiken
Friedrich Porges befand in Wiens Der Tag zu den darstellerischen Leistungen: „Felix Bressart spielt zum Gaudium der Kinobesucher diesen Direktor. Marion Taal, ein neues, sympathisches Gesicht, offenbart sich in der weiblichen Hauptrolle als sehr beachtenswerte Begabung. Und Georg Alexander stellt einen noblen Kapitalisten dar.“
Die Stunde schrieb: „Ein Lustspiel, das in die Kategorie der angenehmen, unbeschwerten Unterhaltungsstücke gehört. […] Zweck der Übung: zwei Stunden Lachen und gute Laune. Dieses Ziel erreicht E. W. Emo durch geschmackvolle Regie, nette Einfälle und Verständnis, schauspielerischen Leistungen einen guten Rahmen zu geben.“
Das Kino-Journal konstatierte knapp: „Diese amüsante Geschichte wird mit Anmut und Behagen gebracht.“
Die Illustrierte Kronen-Zeitung lobte das Lustspiel, Felix Bressart in besonderem und auch die Regie, machte hingegen schauspielerische Mängel bei der Hauptakteurin aus: „Das Drehbuch, raffiniert hergestellt, ist reich an filmwirksamen Kniffen und Scherzen. Die Inszenierung hat E. W. Emo, ein erfahrener Praktikus, mit Fingerspitzengefühl  besorgt. Wenn nicht immer die richtige Stimmung aufkam, dürfte das auf die Befangenheit der Hauptdarstellerin, des Neulings Marion Taal, zurückzuführen sein, der man vorläufig auch keine schauspielerischen, nur gesangliche Qualitäten nachrühmen kann. […] Der große Lacherfolg ist aber Felix Bressart und Theo Lingen zu danken. Felix Bressart, der wieder in seiner Sonderlingsmanier mit der größten Selbstverständlichkeit papierene Phrasen zum Besten zu geben hat, karikiert maßlos, aber ohne daß diese Uebertreibung auch nur eine Sekunde unangenehm wird.“
Auch die Innsbrucker Nachrichten stellten Bressarts Einzelleistung lobend heraus und bezeichneten ihn als „Prachtstück des Filmhumors“, dessen Können darin bestünde, „nur in einem Blick und in der unnachahmlichen Art, feinste Pointen herauszubringen. Die Rolle liegt ihm hundertprozentig …“